# Comuna Moșnița Nouă, Timiș
Moșnița Nouă (în germană Neumoschnitza, în maghiară Újmosnica) este o comună în județul Timiș, Banat, România, formată din satele Albina, Moșnița Nouă (reședința), Moșnița Veche, Rudicica și Urseni. Populația totală a comunei este de 7.084 persoane.

## Localizare
Moșnița Nouă este situată pe drumul județean DJ592 care leagă Timișoara de Buziaș la aproximativ 8 km de centrul Timișoarei, însă recent practic adiacent de limitele acesteia, zona despărțitoare dintre Moșnița Nouă și reședința de județ cunoscând în ultimii ani o puternică dezvoltare edilitară. Distanța față de celelalte sate componente ale comunei este mică iar Moșnița Nouă se află în centrul teritoriului comunei, legată de celelalte localități cu drumuri comunale, cu Moșnița Veche 1,8 km mai la nord, Urseni 3 km mai la sud, Albina 3 km la est și Rudicica la sud-vest. Dezvoltarea urbanistică a condus la la micșorarea distanței reale dintre localitățile componente, între cele mai apropiate cladiri din Moșnița Nouă și Veche există mai puțin de 250 m.

## Istorie

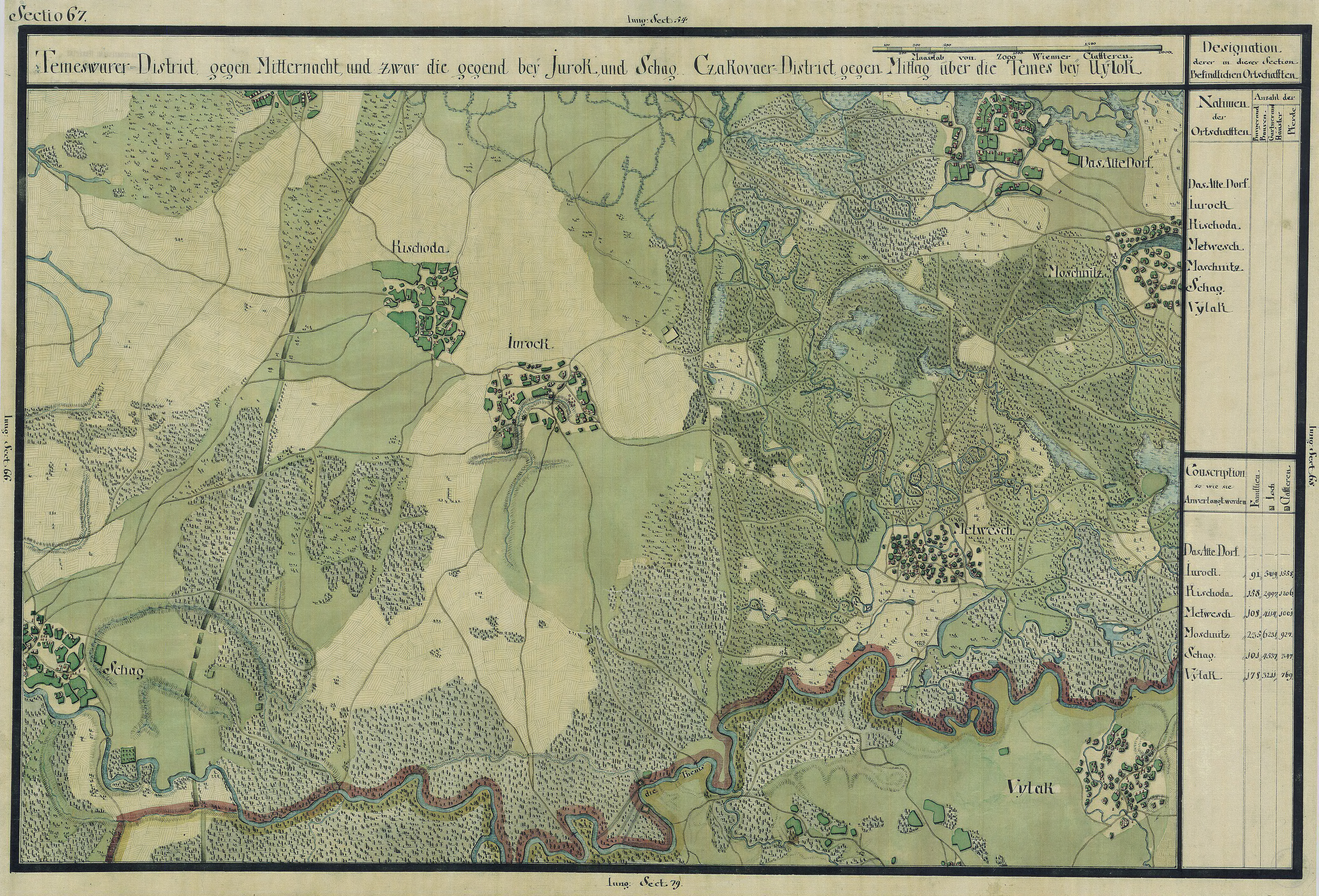
Moşniţa (Atentie a nu se incurca, Mosnita Noua actuala, sat infiintat in anul 1902, cu Mosnita Veche) în Harta Iosefină a Banatului, 1769-72

Așa cum sugerează și numele ei, localitatea Moșnița Nouă este relativ nou înființată, având puțin peste 100 de ani. Ea a fost fondată la 1902 de coloniști maghiari veniți din Comitatul Bekes și din orașul ungar Szentes. Aceștia au fost aduși aici de administrația austro-ungară care a dispus deposedarea vechilor moșnițeni de pământurile necesare, defrișarea pădurii de pe actualul amplasament și construirea noului așezământ exclusiv de etnici maghiari. Cu timpul Moșnița Nouă a depășit ca importanță mai vechea așezare Moșnița Veche (atestată încă din anul 1332) și a devenit reședința comunei cu același nume.

## Politică
Comuna Moșnița Nouă este administrată de un primar și un consiliu local compus din 17 consilieri. Primarul, Gerald-Oscar Simonis[*],  politician independent, este în funcție din 1 noiembrie 2024. Începând cu alegerile locale din 2024, consiliul local are următoarea componență pe partide politice:
|  | Partid                                 | Consilieri | Componența Consiliului | Componența Consiliului | Componența Consiliului | Componența Consiliului |
|  | -------------------------------------- | ---------- | ---------------------- | ---------------------- | ---------------------- | ---------------------- |
|  | Partidul Național Liberal              | 4          |                        |                        |                        |                        |
|  | Alianța Dreapta Unită                  | 4          |                        |                        |                        |                        |
|  | Partidul Social Democrat               | 3          |                        |                        |                        |                        |
|  | Partidul Liberal Timiș                 | 2          |                        |                        |                        |                        |
|  | Independenții Comunei Moșnița          | 2          |                        |                        |                        |                        |
|  | Uniunea Democrată Maghiară din România | 1          |                        |                        |                        |                        |
|  | Alianța pentru Unirea Românilor        | 1          |                        |                        |                        |                        |

Primarul comunei, Gerald-Oscar Simonis[*], face parte din PNL.
|  | Partid                                 | Consilieri | Componența | Componența | Componența | Componența | Componența |
|  | -------------------------------------- | ---------- | ---------- | ---------- | ---------- | ---------- | ---------- |
|  | Partidul Social Democrat               | 5          |            |            |            |            |            |
|  | Partidul Democrat - Liberal            | 4          |            |            |            |            |            |
|  | Uniunea Democrată Maghiară din România | 2          |            |            |            |            |            |
|  | Partidul Național Liberal              | 2          |            |            |            |            |            |

## Demografie
Componența etnică a comunei Moșnița Nouă
     Români (74,89%)
     Maghiari (3,59%)
     Alte etnii (1,95%)
     Necunoscută (19,57%)
Componența confesională a comunei Moșnița Nouă
     Ortodocși (61,76%)
     Penticostali (4,91%)
     Romano-catolici (4,68%)
     Reformați (1,84%)
     Baptiști (1,35%)
     Alte religii (3,68%)
     Necunoscută (21,79%)
Conform recensământului efectuat în 2021, populația comunei Moșnița Nouă se ridică la 16.424 de locuitori, în creștere față de recensământul anterior din 2011, când fuseseră înregistrați 6.203 locuitori. Majoritatea locuitorilor sunt români (74,89%), cu o minoritate de maghiari (3,59%), iar pentru 19,57% nu se cunoaște apartenența etnică. Din punct de vedere confesional, majoritatea locuitorilor sunt ortodocși (61,76%), cu minorități de penticostali (4,91%), romano-catolici (4,68%), reformați (1,84%) și baptiști (1,35%), iar pentru 21,79% nu se cunoaște apartenența confesională.